# Pedro Gomes
Pour les articles homonymes, voir Pedro Gomes (homonymie) et Gomes.
Pedro Gomes est une municipalité brésilienne de l'État de Mato Grosso do Sul et la Microrégion du Haut-Taquari.